# Idioma maijuna
La lengua maijuna pertenece a la familia lingüística tucano y es hablada en las cuencas de los ríos Napo y Apayacu, en la región Loreto. Tradicionalmente, esta lengua ha sido conocida también como orejón, entre otros nombres, aunque hoy los propios hablantes prefieren llamarla maijuna. Actualmente se considera una lengua en peligro de extinción. No tiene aún un alfabeto oficial normalizado; aunque esta lengua se lee y escribe en 3 escuelas de educación intercultural bilingüe registradas al 2013.